# Babit Point
Babit Point är en udde i den sydöstra delen av Saint-Martin, cirka 7,9 kilometer öster om huvudorten Marigot.